# ديفيد كولينغز
ديفيد كولينغز (بالإنجليزية: David Collings)‏ هو ممثل بريطاني، ولد في 4 يونيو 1940 في برايتون في المملكة المتحدة.

## أعمال

### أفلام
- (1970) سكروج

## وصلات خارجية
- ديفيد كولينغز على موقع IMDb (الإنجليزية)
- ديفيد كولينغز على موقع ميوزك برينز (الإنجليزية)
- ديفيد كولينغز على موقع أول موفي (الإنجليزية)
- ديفيد كولينغز على موقع قاعدة بيانات برودواي على الإنترنت (الإنجليزية)
- ديفيد كولينغز على موقع قاعدة بيانات الأفلام السويدية (السويدية)
- ديفيد كولينغز على موقع ديسكوغز (الإنجليزية)
- ديفيد كولينغز على موقع قاعدة بيانات الفيلم (الإنجليزية)
- ديفيد كولينغز على موقع كينوبويسك (الروسية)